# Andrew Ford
Andrew Ford (født 18. marts 1957 i Liverpool, England) er en engelsk/australsk komponist, leder, lærer, forfatter og radiovært.
Ford studerede komposition på Universitetet i Lancaster (1975-1978), fik herefter rådgivning af sir Michael Tippett, og var lærer i komposition på Universitetet i Bradford (1978-1982). Emigrerede i 1983 til Australien, hvor han blev en del af ledelsen på Universitetet i Wollongong. Ford har skrevet en symfoni, orkesterværker, kammermusik, to operaer, koncertmusik, korværker, sange, scenemusik etc. Han har forfattet syv bøger om musik, og været radiovært på The Music Show på ABC radio siden 1995.

## Udvalgte værker
- Symfoni nr. (2008) - for orkester
- Koncert (1980) - for orkester
- Klaverkoncert "Forestillinger" (1991) - for klaver og orkester
- Det store minde (1994) - for cello og orkester
- Raga (2015-2016) - for elguitar og orkester
- Manhattan helligtrekonger (1999) - for strygeorkester